# Волк Юрій Володимирович
Ю́рій Володи́мирович Во́лк (1997—2019) — старший матрос ЗСУ, учасник російсько-української війни.

## Життєпис
Народився 1997 року в багатодітній родині, виростав з сімома братами й сестрами.
2014 року закінчив школу. 27 жовтня 2017-го призваний до лав української армії; після строкової служби підписав контракт із ЗСУ, старший матрос 36-ї окремої бригади морської піхоти.
2018-го був поранений, після лікування повернувся на фронт.
10 жовтня 2019 року загинув від кульового поранення в шию під час обстрілу снайпером біля н.п. Водяне Волноваського району Донецької області.
Похований в селі Себине Новоодеського району.
Без Юрія лишились батьки, брати та сестри. 

## Нагороди та вшанування
- медаль «Захиснику Вітчизни»[2]
- Указом Президента України № 897/2019 від 11 грудня 2019 року за «особисті заслуги у зміцненні обороноздатності Української держави, мужність і самовіддані дії, виявлені у захисті державного суверенітету та територіальної цілісності України, зразкове виконання військового обов'язку» нагороджений орденом За мужність III ступеня (посмертно)[3].